# Região Geográfica Imediata de Caicó
A Região Geográfica Imediata de Caicó é uma das 11 regiões imediatas do estado brasileiro do Rio Grande do Norte, uma das 2 regiões imediatas que compõem a Região Geográfica Intermediária de Caicó e uma das 509 regiões imediatas no Brasil, criadas pelo IBGE em 2017. É composta de 15 municípios.